# Dai Tsukamoto
Dai Tsukamoto (jap. 塚元 大, Tsukamoto Dai; * 23. Juni 2001 in Izumi, Präfektur Osaka) ist ein japanischer Fußballspieler.

## Karriere
Dai Tsukamoto erlernte das Fußballspielen in der Jugendmannschaft von Gamba Osaka. Im Anschluss unterschrieb er bei Gamba seinen ersten Vertrag. Der Verein aus Suita, einer Stadt nördlichen Präfektur Osaka, spielte in der höchsten japanischen Liga, der J1 League. In Suita kann er auch in der U23-Mannschaft eingesetzt werden. Die U23 spielt in der dritten Liga, der J3 League. Von 2019 bis 2020 bestritt er 46 Drittligaspiele. Am 1. Februar 2022 wechselte er auf Leihbasis zum Zweitligisten Zweigen Kanazawa. Hier kam er jedoch nicht zum Einsatz. Nach der Ausleihe kehrte er im Januar 2023 zu Gamba zurück.